# Швец, Павел Евгеньевич
Павел Евгеньевич Швец (род. 5 декабря 1983, Ленинград) — российский политик, общественный деятель, популяризатор истории петербургского района Купчино.
Председатель Санкт-Петербургского отделения политической партии Партия Роста (c 2016 по 2024). С 2019 по 2024 годы являлся главой муниципального образования № 72 Санкт-Петербурга.

## Биография
В 2001 году окончил школу-лицей № 226 Фрунзенского района Санкт-Петербурга. В 2006 году получил диплом факультета менеджмента СПбГЭУ. С 2012 года работал помощником депутата Государственной думы шестого созыва Оксаны Дмитриевой, в 2016—2019 — её помощником в Законодательном собрании Петербурга. С 2012 года активный участник общественных движений: «Красивый Петербург», «Муниципальная пила», «Клуб истории и фортификации». Один из инициаторов создания музеев ДОТ на улице Димитрова и ДОТ на Пражской улице рубежа «Ижора», а также памятника ДОТ-КВ на проспекте Славы. Основал проект «Неизвестное Купчино», в рамках которого проводятся различные мероприятия по популяризации истории района, а также стал соучредителем местного СМИ «Новости Купчино».
На муниципальных выборах 8 сентября 2019 года избран депутатом муниципального образования № 72. 25 сентября на первом заседании муниципального совета был избран главой муниципалитета.

## Общественно-политическая деятельность в 2012—2019
В 2012 году начал работу в качестве помощника депутата Государственной Думы VI созыва Оксаны Дмитриевой.

### Новости Купчино
В конце 2012 года Павел Швец присоединился к редакции созданного Владимиром Волохонским сайта «Новости Купчино», а затем стал учредителем СМИ «Новости Купчино»: kupchinonews.ru. Популярность страницы в соцсети VK быстро росла, по состоянию на декабрь 2022 года её подписчиками являются более 80 тысяч человек. В издании публиковались новости о деятельности муниципальных и районных органов власти, расследования о расходовании бюджетных средств.
В 2015 году Швец и Волохонский выступили ответчиками по иску Муниципального совета муниципального образования «Купчино», который требовал взыскать с учредителей СМИ 4 400 000 рублей в порядке возмещения ущерба деловой репутации из-за опубликованной в «Новостях Купчино» статьи «Муниципалитет „Купчино“ сократил расходы на ветеранов». Однако, после нескольких заседаний, суд отказал в рассмотрении иска.

### Деятельность по музеефикации ДОТов

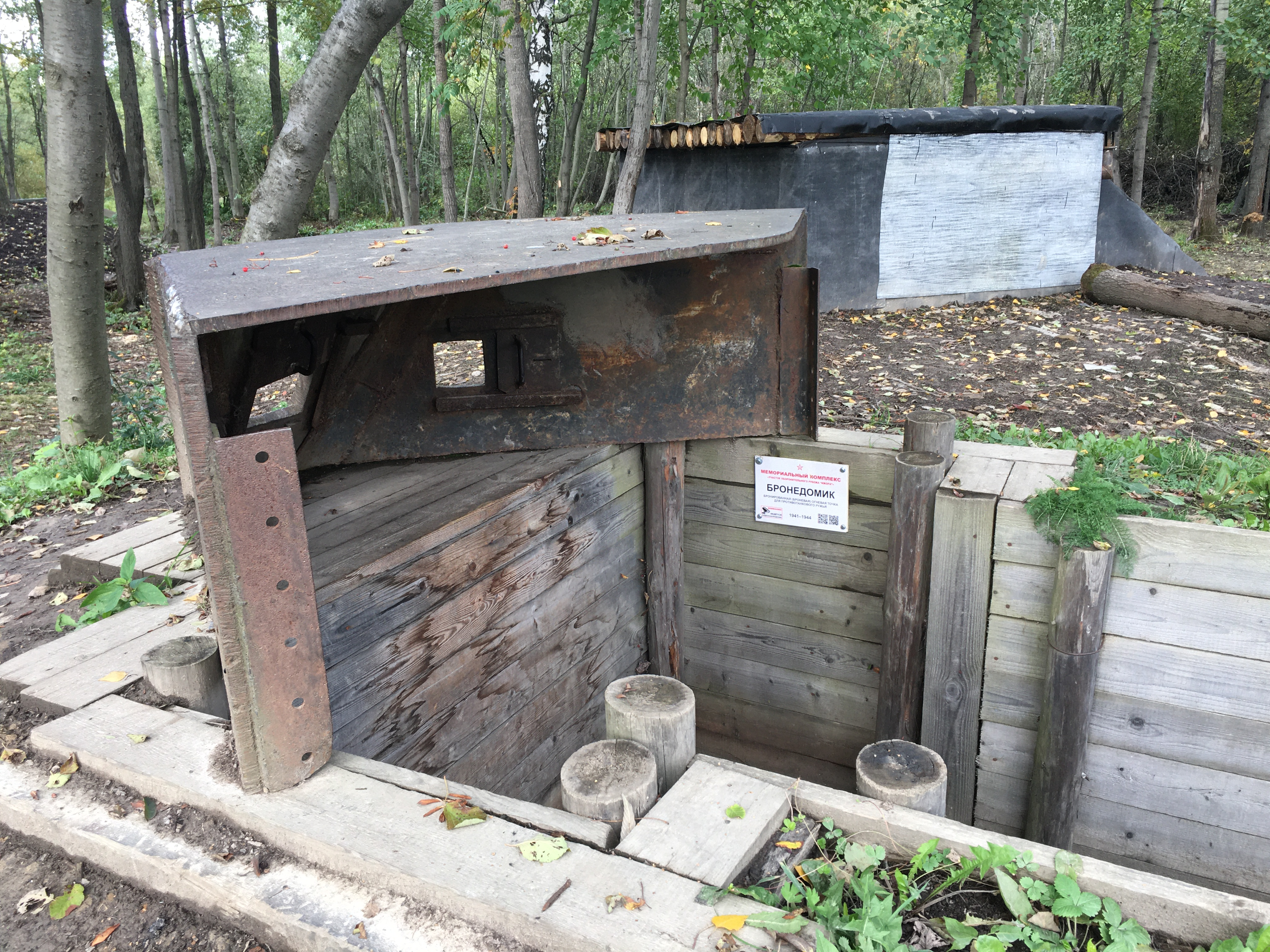
Музей ДОТ оборонительного рубежа «Ижора»

В конце 2012 года Павел Швец знакомится с активистами Клуба истории и фортификации и подключается к их работе по сохранению наследия Второй мировой войны на купчинской территории. В качестве помощника Оксаны Дмитриевой он готовит и направляет депутатские запросы и пользуется возможностями созданных ранее «Новостей Купчино» для освещения проблемы. В марте 2013 года становится известно об уничтожении дота №34 оборонительного рубежа «Ижора» в ходе расчистки территории для строительства компанией ЛСР жилого комплекса «София». В целях недопущения подобной участи для находящегося по соседству дота №204, было принято решение о привлечении к нему общественного внимания. В начале при информационной поддержке «Новостей Купчино» был проведён субботник по расчистке территории, а затем благодаря участию множества людей ДОТ превратился в поддерживаемый активистами музей ДОТ оборонительного рубежа «Ижора».
После обращения Клуба истории и фортификации, подготовленного Павлом Швецом, в 2015 году городские власти предоставили расположенным в Санкт-Петербурге сооружениям оборонительного рубежа «Ижора» статус памятников регионального значения. Восемнадцать из них находятся на территории исторического района Купчино.

### Партия Роста
В 2015 году Оксана Дмитриева, помощником которой являлся Павел Швец, вышла из партии «Справедливая Россия» вместе с рядом своих сторонников. В ходе дальнейших переговоров она достигла договорённости с Борисом Титовым, после чего в марте 2016 года партия «Правое дело» была преобразована в новую партию — Партию Роста. Партию возглавил Титов, а председателем петербургского регионального отделения партии стал Павел Швец. В 2021 году Швец был переизбран на новый срок.

### Кампания в защиту парка Интернационалистов

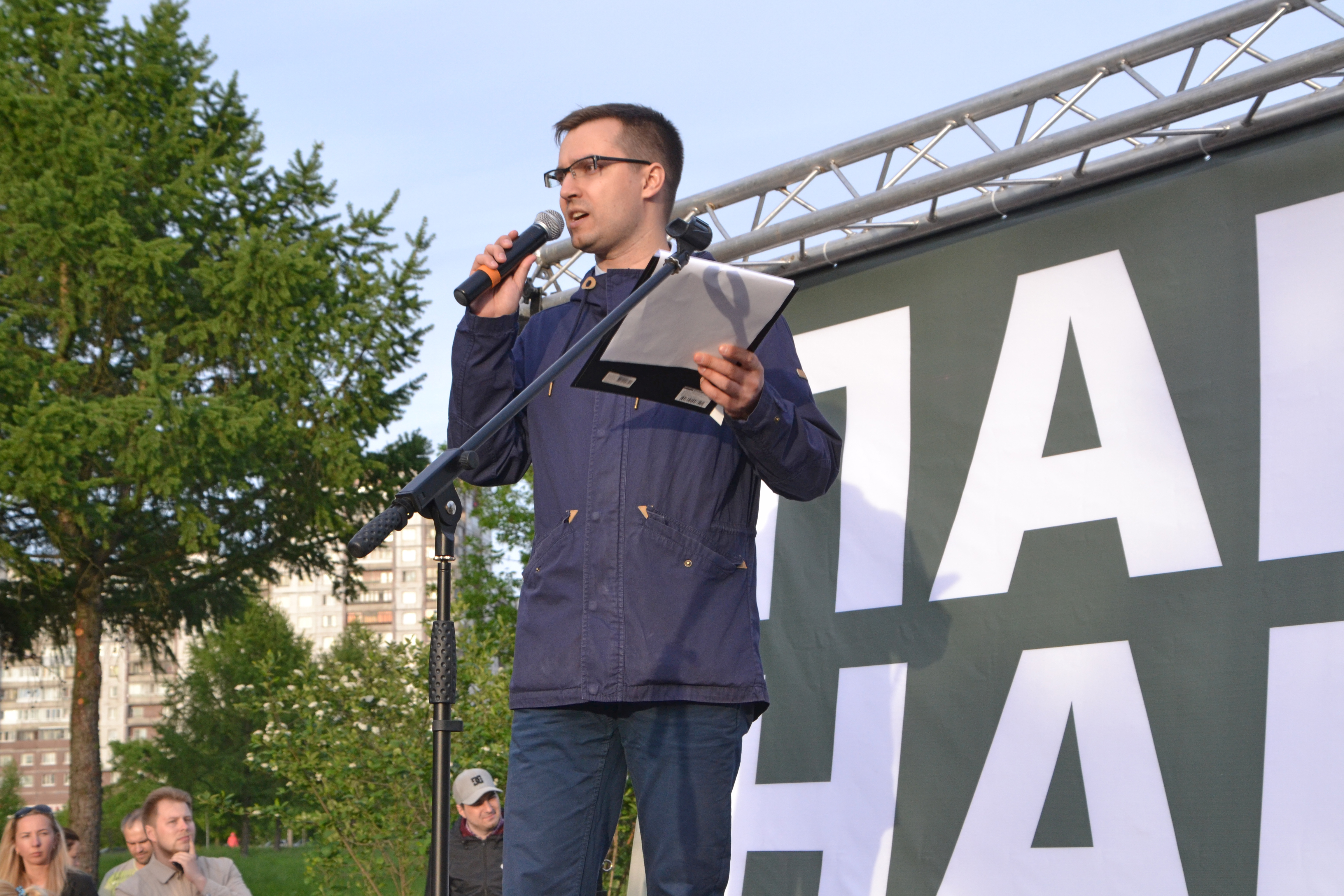
Выступление на митинге в защиту парка Интернационалистов

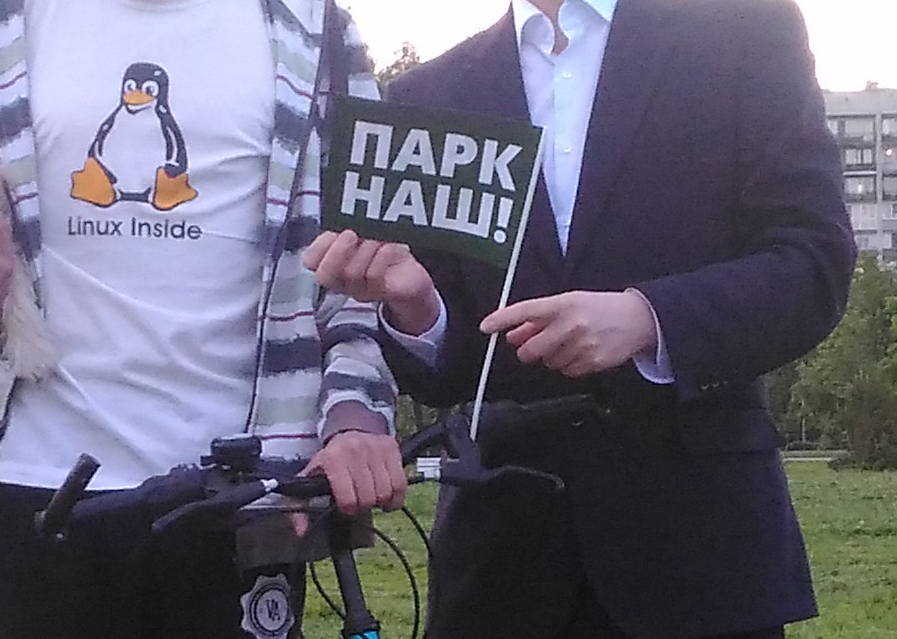
«Парк наш!», флаг-символ кампании в защиту парка, раздаточный материал активистов, аллюзия на «Крым наш»

В 2017—2019 годах Павел Швец был лидером группы активистов, простестующих против планов постройки на территории, изъятой из состава парка Интернационалистов, торгового комплекса-океанариума. Активистам удалось собрать инициативную группу из 527 человек, инициировавшую проведение референдума о возвращении участка в состав парка, однако городская избирательная комиссия Санкт-Петербурга отказала в его проведении. Также было собрано более 10 тысяч подписей и проведён заметный в городском масштабе митинг. Затем Павел Швец устроил продолжительную серию одиночных пикетов в ключевых для кампании местах Санкт-Петербурга, принося с собой картонную фигуру главы городского инвестиционного комитета Ирины Бабюк, что регулярно привлекало внимание СМИ. После отставки губернатора Полтавченко новые городские власти отменили строительство центра, а 5 декабря 2018 года Законодательное собрание Петербурга вернуло спорный участок в состав зелёных насаждений.

### Муниципальные выборы 2019 года
В 2019 году Швец и Волохонский заявили о начале кампании «Штаба Купчино» по участию в муниципальных выборах, называя действующую муниципальную власть «зависимой и безвольной, состоящей сплошь из бюджетников и членов „Единой России“». Первоначально заявлялся план найти и выдвинуть 110 кандидатов во всех шести муниципалитетах Фрунзенского района, однако по итогам подготовки документов и серии судебных разбирательств кандидатами было зарегистрировано 62 человека, субъект выдвижения — возглавляемое Швецом региональное отделение Партии Роста. В муниципалитете «Волковское» кандидатов не выдвигалось.
В ходе избирательной кампании наблюдатели фиксировали множество нарушений со стороны избирательных комиссий, вплоть до того, что председатель Центризбиркома Элла Памфилова заявила об использовании депутатом Госдумы от Единой России Михаилом Романовым административного ресурса. По официальным итогам выборов и серии безуспешных оспариваний этих итогов в судах, команде «Штаба Купчино» не удалось добиться ни одного мандата в муниципалитетах «Балканский», «Георгиевский», «Купчино» и «№ 75». Однако в муниципальном округе № 72 было получено квалифицированное большинство (15 мандатов). 25 сентября Павел Швец был избран главой муниципалитета.

### Прочее
Ряд прочих общественных инициатив, существенную роль в которых играл Павел Швец, привлекли внимание СМИ:
- В 2013 году подготовлен и опубликован велопутеводитель по Купчино[18][19].
- В 2013 году активисты собрали средства и заказали анализ воды в купчинских водоёмах, который показал, что Северный карьер имеет повышенную солёность воды, близкую к морской[20].
- В 2014 году была проведена экспедиция по реке Волковке к её истокам[21].
- В составе инициативной группы добился пересмотра плана реконструкции Южного шоссе, при которой планировалось вырубить более 300 деревьев.

## Работа в Муниципальном образовании № 72
После избрания главой муниципального образования, Павел Швец и его команда существенно изменили деятельность муниципалитета, сделав её более открытой для жителей района. Все заседания муниципального совета проходили с видеотрансляцией в социальных сетях, анонсы мероприятий также стали регулярно публиковаться.
В период работы Павла Швеца муниципальным властям удалось получить легальную возможность проводить благоустройство в так называемом «квартале реновации», земля в котором находится в аренде.
Во главе муниципалитета Павел Швец продолжает работу по популяризации истории района Купчино. В 2021 году муниципалитет выпустил книгу купчинского краеведа Дениса Шаляпина «С чего начинается Купчино». В 2021 году на территории новой детской площадки МО72 появился первый в Санкт-Петербурге уличный стереоскоп с историческим фото. В 2021 году муниципалитетом был проведён первый краеведческий фестиваль «Купчинский кочан» (название — отсылка к бывшим капустным плантациям у современной платформы Фарфоровская) (также проводился в 2022, 2023 и 2024 годах). В 2022 году был учреждён фестиваль ретротранспорта «Купчинская весна» (также проводился в 2023 году). При поддержке муниципалитета в 2022 и 2023 годах состоялся литературно-джазовый фестиваль «Белые ночи в Купчино».
В 2021 году ремонт двора по адресу Софийская улица 20к3 стал победителем городского конкурса в номинации «Лучшее комплексное благоустройство».
27 декабря 2021 года при обходе недавно благоустроенной территории муниципалитета Павел Швец заметил стоящий на газоне автомобиль одной из служб такси, сделал замечание водителю и сфотографировал нарушение. После этого водитель несколько раз ударил Павла кулаками и, в частности, сломал главе муниципалитета нос. По факту нападения было возбуждено уголовное дело. 3 апреля 2023 года заочно (обвиняемый к тому моменту покинул Россию) был приговорён к 8 годам колонии общего режима. 

### Критика
Открытые видеотрансляции привели к скандалу уже в первые дни пребывания Павла Швеца в должности главы муниципалитета. На видеозаписи первого заседания был замечен момент, на котором один из депутатов снимает со стены портреты Владимира Путина и Александра Беглова, что было замечено, среди прочих, и политиком Алексеем Навальным. В результате Павел Швец вынужден был извиняться и повесил портреты этих политических деятелей в своём кабинете, что, в свою очередь, привело к резкой критике его поступка активистами оппозиции.
В 2020 решением суда по иску оппонентов из числа муниципальных депутатов избрание Павла Швеца главой муниципалитета было отменено по причине нарушения процедуры голосования. Тем не менее, в октябре 2020 года депутаты муниципального образования № 72 переизбрали Швеца главой.

### Общественные кампании
В 2021 году Павел Швец участвовал в борьбе против расширения Южного шоссе за счёт прилегающего парка Интернационалистов. В результате активности, поддержанной 2,5 тысячами жителей района, Комитет по развитию транспортной инфраструктуры был вынужден пересмотреть план реконструкции дороги с учетом существующих границ парка.
В 2022 году вошел в общественный штаб при комиссии Законодательного собрания Санкт-Петербурга по обсуждению закона о КРТ («расселение хрущевок»). Вошёл в состав фракции «за отмену закона о КРТ», которая настаивает на принятии нового закона, защищающего права собственников.